# Миелофиброз
Миелофиброз — заболевание, при котором фиброзная ткань замещает кроветворные клетки в костном мозге, что приводит к появлению эритроцитов аномальной формы, анемии и увеличению селезёнки.
В норме фибробласты вырабатывают соединительную ткань, которая поддерживает кроветворные клетки, при миелофиброзе, фибробласты вырабатывают чрезмерное количество фиброзной ткани, при таких условиях часть кроветворных клеток мигрирует в селезёнку, что способствует её увеличению и постепенному развитию анемии.
Часть вырабатываемых эритроцитов оказывается незрелыми или аномальными. При миелофиброзе, также в крови может присутствовать то или иное количество незрелых тромбоцитов и лейкоцитов, по мере прогрессирования заболевания количество лейкоцитов может увеличиваться или уменьшаться, количество тромбоцитов же чаще всего уменьшается, что называется тромбоцитопения.
Миелофиброз встречаются достаточно редко, может являться как самостоятельным заболеванием (первичный миелофиброз), так и может сопровождать другие заболевания (вторичный миелофиброз)